# Nigramma lineata
Nigramma lineata är en fjärilsart som beskrevs av Embrik Strand 1917. Nigramma lineata ingår i släktet Nigramma och familjen nattflyn. Inga underarter finns listade i Catalogue of Life.